# Стадион Фајенорд
Стадион „Фајенорд” (хол. Stadion Feijenoord), познатији по надимку Де Кујп (De Kuip; корито), јесте фудбалски стадион у Ротердаму, Холандија. Саграђен је 1937. године, а име је добио по градском дистрикту „Фајенорд“ у Ротердаму и по фудбалском клубу Фајенорд, иако је клуб тек 1973. променио име.
Стадион је до 1949. био капацитета од 64.000, максимално 69.000. Данас, капацитет стадиона је 51.177.
Стадион користи фудбалски клуб Фајенорд, један од најјачих клубова у Холандији. Такође, дуго је времена био домаћи стадион холандској репрезентацији и угостио је више од 150 међународних утакмица, а прва од њих била је против Белгије, 2. маја 1937. Уз то, рекордних девет финала УЕФА-иних утакмица одиграно је на овом стадиону. Задње од њих играно је 2002, у финалу Купа УЕФА где је Фејнорд (случајно као домаћин) савладао Борусију резултатом 3:2.
Године 2000. стадион је био домаћин финала Европског првенства, у којем је Француска победила Италију у продужецима.
Тренутно се дизајнира нови стадион за Фајенорда. Већ је добио надимак „Нови Кујп” (De Nieuwe Kuip), а биће само неколико стотина метара удаљен од садашњег стадиона и имаће капацитет око 80.000 до 100.000 седишта.